# Сомівка (річка)

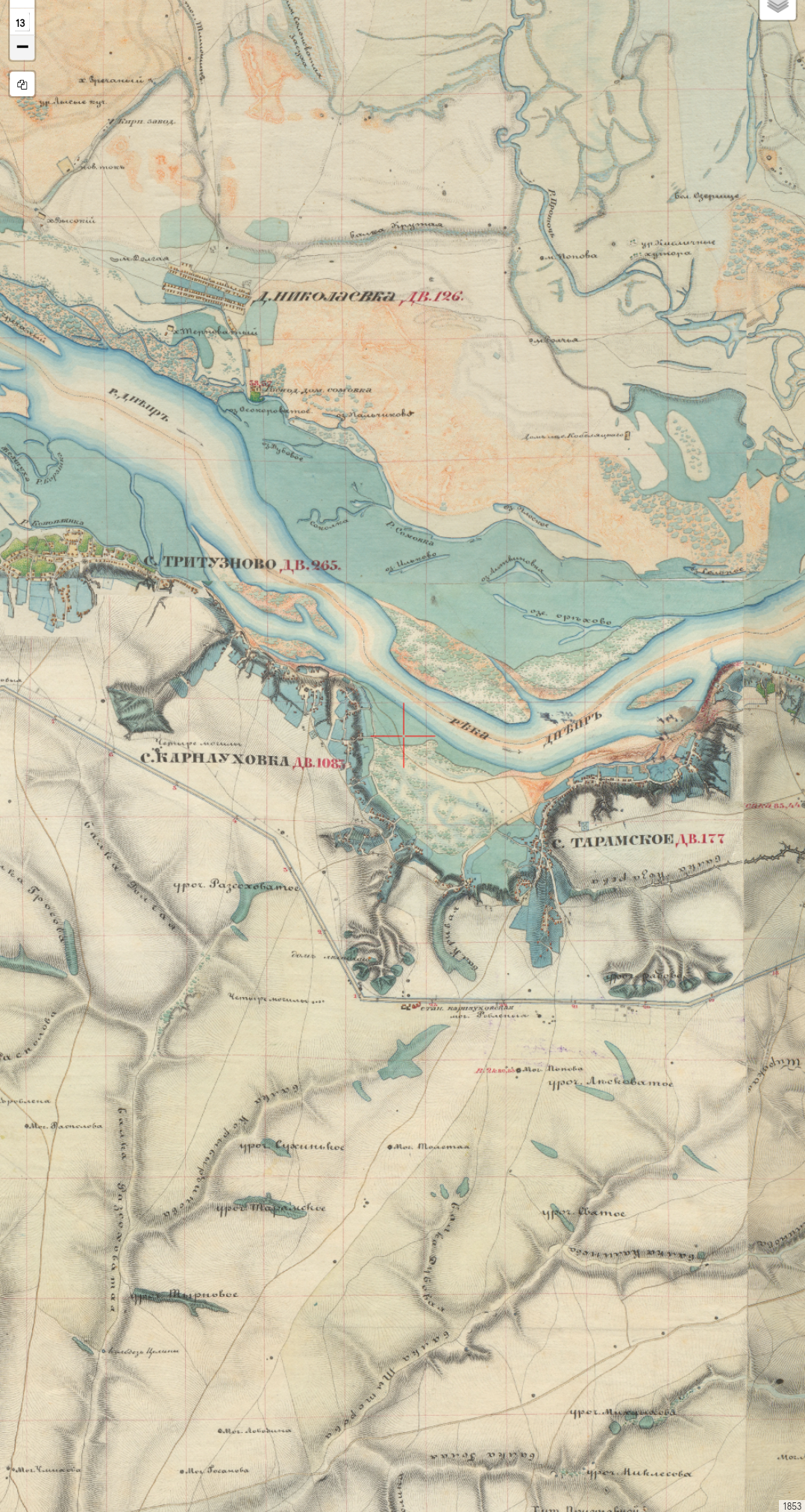
Річка Сомівка на карті Катеринославської губернії. 1853 рік.

Сомівка — історична річка в Україні, протікала на терені лівобережної частини сучасного Дніпровського району Дніпропетровської області. Притока Дніпра.

## Опис
Згідно мап Катеринославщини XIX століття, річка починалась за два — три кілометри від села Миколаївка, текла на південний схід 10 — 12 кілометрів і, повернувши на південь, впадала в Дніпро навпроти Таромського.
У творах Дмитра Івановича Яворницького Сомівка зазначена як рукав Дніпра, що тече «паралельно сіл Тритузного, Карнаухівки й Таромського, нижче острова Просереда».

## Цікаві факти
На мапі 1821 року показано, що Сомівка впадає в Дніпро, біля Кам'янистого — одного з дніпровських островів, тоді як на пізніших 1853 та 1875 річка показана безстічною.
Місцевість між гирлами Сомівки та Протовчі є однією з можливих локалізацій Тарентського Рогу описаного в книзі Гійома де Боплана «Опис України».

## Притоки
Ліві: річка Сокілка, протоки озер Дубове, Пальчикове, Литвинівка, Горіхове.

## Сучасність
Припинила свою проточність внаслідок поступового замулення та заростання болотяною рослинністю (заболочення є невпинним процесом для всіх водойм заплави Дніпровсько-Орільського природного заповідника). Нині від річки залишився каскад озер та проток — стариць як — от: Сага, Сомівка біля села Миколаївка та Велика Хатка у Дніпровсько — Орільському природному заповіднику. Від озер Сомівка і Велика Хатка до Дніпра збереглась трикілометрова протока, до якої також впадають протоки з інших озер заповідника Ількове, Жовтеньке, Литвинівка, Горіхове. Цю протоку рибалки називають річкою Сомівкою.
Час зникнення річки не встановлено. Вона ще є на карті 1927 року, але на мапі 1934 її вже немає.